# Rural Hall
Rural Hall est une ville américaine située dans le comté de Forsyth en Caroline du Nord. En 2020, sa population était de 3 360 habitants.

## Démographie
| 1980  | 1990  | 2000  | 2010  | 2020  | - |
| ----- | ----- | ----- | ----- | ----- | - |
| 1 336 | 1 652 | 2 464 | 2 937 | 3 360 | - |

## Traduction
- (en) Cet article est partiellement ou en totalité issu de l’article de Wikipédia en anglais intitulé « Rural Hall, North Carolina » (voir la liste des auteurs).